# 巴卡家族

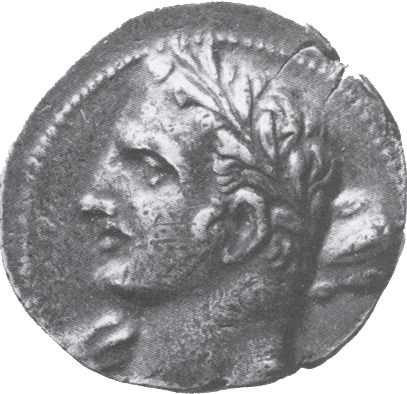
迦太基钱币上的汉尼拔·巴卡头像

巴卡家族（布匿语：𐤒𐤓𐤁‬ ）是古迦太基贵族，其家族名“巴卡”在腓尼基语中的意思为“闪电”。巴卡家族的知名成员包括：
- 哈米尔卡·巴卡（前275年－前228年），迦太基在西班牙的开拓者，育有三子三女。

- 长女（佚名）：嫁给迦太基将领波米尔卡（Bomilcar），汉诺（Hanno）之母。
- 次女（佚名）：嫁给哈斯德鲁巴。

哈斯德鲁巴（？－前221年）：哈米尔卡之婿，继哈米尔卡之后成为西班牙统治者。
- 幼女（佚名）：嫁给努米底亚首领那拉瓦斯（Naravas）。
- 汉尼拔（前247年－前183年）：哈米尔卡长子，第二次布匿战争期间的迦太基名将。
- 哈斯德鲁巴（前245年－前207年）：哈米尔卡次子，迦太基将领。
- 马戈（前243年－前203年）：哈米尔卡三子，迦太基将领。

## 脚注
1. ↑  的实际发音为“Baraq”。